# Silvia Kumpan-Takacs
Silvia Kumpan-Takacs (nascida no dia 10 de Janeiro de 1979) é uma política austríaca do Partido Social-Democrata que desempenha funções como membro do Conselho Nacional desde 2024. Silvia também é vereadora da cidade de Rauchenwarth desde que foi eleita em 2015.